# Вукашин Йованович
Вукашин Йованович (серб. Vukašin Jovanović / Вукашин Јовановић, нар. 17 травня 1996, Белград) — сербський футболіст, захисник кіпрського клубу «Аполлон» (Лімасол). Молодіжний чемпіон світу 2015 року.

## Клубна кар'єра
Народився 17 травня 1996 року в місті Белград. Вихованець футбольної школи клубу «Црвена Звезда». За основну команду дебютував у 1 турі сезону 2014/15, вийшовши на заміну замість Дарко Лазича в кінцівці матчу з клубом «Раднички» (Ниш). Через кілька днів після цієї гри Вукашин уклав свій перший професійний контракт терміном на 4 роки. 

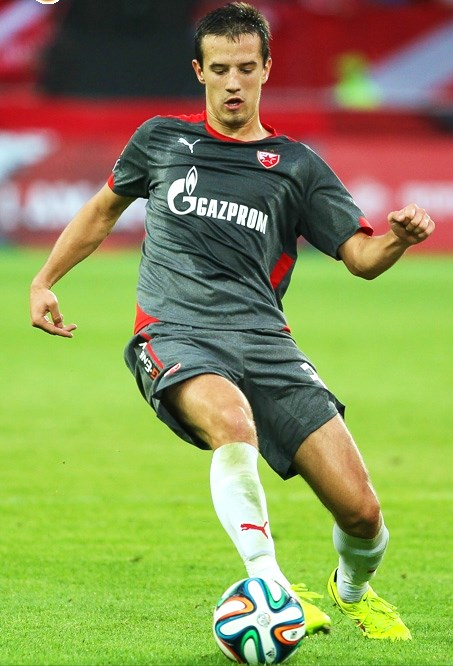
Вукашин Йованович під час виступів за «Црвену Звезду». 2014 рік.

У червні 2015 року з'явилася новина про те, що Йованович може перейти в московський «Спартак», але вже на початку 2016 року серб став футболістом іншого російського клубу «Зеніт». За рік провів 25 матчів у складі другої команди і забив один гол, втім за першу команду так і не зіграв жодної гри. 
31 січня був відданий в оренду до кінця сезону в «Бордо». Дебютував у складі французької команди 7 лютого 2016 року в матчі проти «Кана», вийшовши на поле в основному складі і відігравши всі 90 хвилин. Всього до кінця сезону зіграв у 9 матчах Ліги 1, після чого «жирондинці» викупили контракт гравця, підписавши контракт до червня 2021 року. «Зеніт» отримав за перехід захисника € 3,25 млн.
31 січня 2018 року був відданий в оренду до кінця сезону у іспанський «Ейбар», втім не зігравши за клуб жодного матчу влітку Йованович повернувся у «Бордо». У «Бордо» був між захистом та резервом, граючи в середньому кожний другий матч.

## Виступи за збірні
Виступав у складі юнацької збірної Сербії, взявши участь у 12 іграх на юнацькому рівні. У складі збірної до 19 років брав участь у юнацькому чемпіонаті Європи 2014 року в Угорщині. Йованович зіграв у всіх 4 матчах своєї команди на турнірі та став півфіналістом змагань.
2015 року залучався до складу молодіжної збірної Сербії, у складі якої виграв молодіжний чемпіонат світу 2015 року в Новій Зеландії, зігравши у 5 іграх на турнірі. Всього на молодіжному рівні зіграв у 25 офіційних матчах.

## Титули і досягнення
- Володар Суперкубка Росії (1):

«Зеніт»: 2016
- Чемпіон світу серед молоді (1):

Сербія: 2015
- Чемпіон Кіпру (1):

«Аполлон»: 2021–22
- Володар Суперкубка Кіпру (1):

«Аполлон»: 2022